# Elijah Burke
Elijah Burke (født 24. maj 1978) er en amerikansk wrestler, der er på kontrakt med Total Nonstop Action Wrestling (TNA) under ringnavnet "The Pope" D'Angelo Dinero. Han har desuden også wrestlet under sit eget navn i World Wrestling Entertainment (WWE). 
Burke skrev kontrakt med WWE i 2004 og wrestlede bl.a. på SmackDown- og ECW-brandet, indtil han forlod organisationen i 2008. Året efter skrev han kontrakt med TNA, og i 2010 vandt en 8 Card Stud-turnering og dermed en VM-titelkamp mod A.J. Styles ved TNA's Lockdown i marts 2010. 